# San Lucas Tolimán
San Lucas Tolimán è un comune del Guatemala facente parte del dipartimento di Sololá.
Il riferimento documentale più antico alla località è rappresentato dalla Descripción de la Provincia de Zapotitlán y Suchitepéquez, scritta da Juan de Estrada nel 1579; l'istituzione del comune risale invece al 1877.